# Fobia
Fobia (nowołac. phobia z stgr. φόβος phóbos „strach, lęk”) – zaburzenie nerwicowe, którego objawem osiowym jest uporczywy lęk przed określonymi sytuacjami, zjawiskami lub przedmiotami, związany z unikaniem przyczyn go wywołujących i utrudniający funkcjonowanie w społeczeństwie. Fobie wywoływane są przez pewne sytuacje lub obiekty zewnętrzne wobec osoby przeżywającej lęk, które w praktyce nie są niebezpieczne. Zasadniczy obraz fobii to przesadne reakcje zaniepokojenia i trwogi, pomimo świadomości o irracjonalności własnego lęku oraz zapewnień, że obiekt strachu nie stanowi realnego zagrożenia.
ICD-10 wyróżnia wśród zaburzeń lękowych w postaci fobii (F40) agorafobię, socjofobię, specyficzne (izolowane) postacie fobii, inne zaburzenia lękowe w postaci fobii oraz fobie bliżej nieokreślone.

## Fobia specyficzna
DSM-IV (klasyfikacja zaburzeń psychicznych) dzieli fobie na specyficzne i sytuacyjne. Fobie specyficzne to lęki przed zwierzętami, obiektami, sytuacjami społecznymi (np. zamknięte pomieszczenia, windy), zranieniem i krwią, chorobami czy śmiercią. Fobie sytuacyjne związane są z lękiem przed wykonaniem jakiejś zawstydzającej czynności na oczach innych ludzi i nieumiejętnością jej kontrolowania (zatrzymania), na przykład potrzeba fizjologiczna oddania moczu czy kału. Czasem poczucie strachu wywołuje już sama myśl o braku kontroli nad własnym zachowaniem. Występowanie zaburzeń fobicznych (fobie proste i specyficzne) ocenia się na 11,3% w ciągu całego życia.
Podobnie jak w przypadku innych zaburzeń lękowych, reakcja na bodziec wiąże się zazwyczaj z wywołaniem silnego pobudzenia, aż do napadu paniki. Osoby cierpiące na fobię mogą chronicznie unikać bodźców wywołujących lęk. U jednej trzeciej pacjentów współwystępuje depresja.

## Diagnostyka
Kryteria diagnostyczne fobii specyficznej według klasyfikacji DSM-5
1. Znaczny strach lub lęk, dotyczący specyficznej sytuacji lub obiektu (np. latania, wysokości, zastrzyków, krwi, zwierząt).
2. Sytuacje związane z fobią niemal zawsze i natychmiastowo wywołują strach lub lęk.
3. Związane z fobią obiekty lub sytuacje,są aktywnie unikane lub przeżywane w intensywnym lęku lub strachu.
4. Strach lub lęk jest nieproporcjonalny do realnego zagrożenia, które niesie dany obiekt lub sytuacja (z uwzględnieniem kulturowego kontekstu).
5. Strach, lęk lub unikanie jest uporczywe i trwa zazwyczaj sześć miesięcy lub więcej.
6. Strach, lęk lub unikanie wywołuje klinicznie znaczący dystres lub upośledzenie społecznych, zawodowych lub innych, ważnych sfer funkcjonowania jednostki.
7. Zaburzenia nie można lepiej wytłumaczyć symptomami innego zaburzenia psychicznego, np. strachu, lęku i unikania sytuacji jako związanych z objawami lęku napadowego lub agorafobii; obiekty lub sytuacje nie są związane z obsesjami (jak w zaburzeniach obsesyjno-kompulsyjnych) lub nie przypominają o traumatycznych przeżyciach (jak w zespole stresu pourazowego); lęk nie jest związany z opuszczeniem domu czy separacją od ważnych osób (jak w zaburzeniu lęku separacyjnego) lub lęk nie jest związany z sytuacjami społecznymi (jak w fobii społecznej).

## Przyczyny
Fobia może być nabyta poprzez warunkowanie klasyczne – gdy dana osoba kojarzy obiekt wywołujący lęk z niebezpieczeństwem. Na przykład jako dziecko mogła być straszona pająkami, zamknięta w szafie, gdzie był pająk lub widziała paniczne reakcje swoich rodziców na pająka. Takie wyjaśnienie oferują teorie behawiorystyczne. 
Teorie wywodzące się z konwencji psychoanalitycznej, akcentujące znaczenie nieświadomości w ludzkim życiu, postulują istnienie kilku mechanizmów powstawania reakcji fobicznych, jak przeniesienie agresji czy regresja. W wyniku przeniesienia obiekt lęku postrzegany jest zagrażający, dochodzi do projekcji (przypisywania) własnych wypartych emocji obiektowi lęku. Zagrożenie wywoływać mogą własne niechciane i nieakceptowane emocje, jak agresja lub projekcja własnych skłonności z poprzednich faz rozwoju psychoseksualnego.
W psychologii ewolucyjnej akcentuje się przystosowawczą rolę fobii. Np. lęk przed pająkami, innymi jadowitymi owadami czy gadami był przystosowawczy z punktu widzenia przetrwania organizmów, toteż postawa taka jest związana z naszym repertuarem genowym i jest bardzo łatwo uaktywniana w codziennym życiu.

## Leczenie
Metaanaliza badań randomizowanych porównująca efektywność najczęściej wykorzystywanych technik w psychoterapii fobii specyficznych wykazała, że:
1. Techniki oparte w jakimś stopniu na ekspozycji, były efektywniejsze od placebo (nieduża liczba badań) oraz od braku leczenia.
  - ekspozycja mogła być przeprowadzana in vivo, w wyobraźni, oraz w rzeczywistości wirtualnej
  - do technik ekspozycyjnych wliczono: 
    - systematyczną desensytyzację
    - terapię odwrażliwiania i ponownego przetwarzania informacji za pomocą ruchów gałek ocznych
    - wspomaganą komputerowo ekspozycję zastępczą (CAVE, ang. computer-aided vicarious exposure)
    - technikę negatywnej praktyki (ang. negative practice)
    - terapię implozywną (również wykorzystującą nagrania)
    - wspomagane mistrzostwo (ang. guided mastery)
    - techniki relaksacyjne, jeśli były stosowane w obecności bodźca lękowego (ang. applied relaxation)
    - techniki poznawcze (np. restrukturyzację poznawczą), o ile przeprowadzane były w obecności bodźca lękowego
2. Techniki bez ekspozycji również dawały pozytywne wyniki – choć nie potwierdzono efektu w porównaniu do placebo.
  - do wspomnianych technik zaliczono:
    - techniki poznawcze
    - ćwiczenia relaksacyjne (np. progresywną relaksację mięśni)
3. Techniki wykorzystujące ekspozycję są skuteczniejsze.
4. Krótkoterminowo techniki in vivo dają lepszy efekt od technik wyobrażeniowych i rzeczywistości wirtualnej.
5. Prawdopodobnie nie ma znaczenia, czy w terapii z ekspozycją zastosuje się techniki poznawcze[4].

## Klasyfikacja ICD10
| kod ICD10     | nazwa choroby                                    |
| ------------- | ------------------------------------------------ |
| ICD-10: F40   | Zaburzenia lękowe w postaci fobii                |
| ICD-10: F40.0 | Agorafobia                                       |
| ICD-10: F40.1 | Fobie społeczne                                  |
| ICD-10: F40.2 | Specyficzne (izolowane) postacie fobii           |
| ICD-10: F40.8 | Inne zaburzenia lękowe w postaci fobii           |
| ICD-10: F40.9 | Fobie, bliżej nieokreślone                       |
| ICD-10: F93.1 | Zaburzenie lękowe w postaci fobii w dzieciństwie |

## Klasyfikacja DSM-IV
| kod DSM-IV | nazwa choroby                           |
| ---------- | --------------------------------------- |
| 300.22     | Agorafobia bez zaburzeń lęku panicznego |
| 300.23     | Fobia społeczna                         |
| 300.29     | Fobia specyficzna                       |